# Bothriaster
Bothriaster is een geslacht van zeesterren uit de familie Oreasteridae.

## Soort
- Bothriaster primigenius Döderlein, 1916